# Norbert Mundo
Norbert Mundo (* 24. September 1960) ist ein ehemaliger deutscher Eishockeyspieler. Er war unter anderem für den Mannheimer ERC in der Eishockey-Bundesliga aktiv. 

## Laufbahn
Mundo spielte in der Saison 1979/80 für den Mannheimer ERC in der Verteidigung. In diesem Jahr wurde er mit der Mannschaft Deutscher Meister unter Trainer Heinz Weisenbach. Nach seiner aktiven Zeit in Mannheim wechselte er zum Heilbronner EC. In der Saison 1985/86 stieg er mit der Mannschaft in die Zweite Eishockey-Bundesliga auf.